# Eupithecia mekrana
Eupithecia mekrana là một loài bướm đêm trong họ Geometridae.